# 72 (број)
72 је број, нумерал и име глифа који предтсавља тај број. 72 је природан број који се јавља после броја 71, а претходи броју 73.

## У математици
- Је збир четири узасопна проста броја: 13 + 17 + 19 + 23 = 72
- Је сложен, факторише се на просте чиниоце: 23 * 32 = 72

## У науци
- Је атомски број хафнијума
- Је собна температура у Фаренхајтима
- Је максимални проценат воде у људском телу[1]

## У спорту
- Је рекордан број победа током регуларног дела НБА сезоне, којие је остварила екипа Џикаго Булса у сезони 1995-96